# هيئة عمليات القوات البرية
هيئة عمليات القوات البرية، هي الجهاز الحيوي عالي الأهمية للقوات البرية الملكية السعودية، إذ تؤدي دوراً مفصلياً في بناء قدرات العسكريين، لمسؤوليتها عن التدريب والخطط والعمليات في القوات البرية.

## خلفية تاريخية
مرت الهيئة بسلسلة من التغييرات منذ تأسيسها عام 1381هـ، حتى وصلت إلى مرحلة متقدمة من التنظيم والدقة.